# Lí Ban
Lí Ban is een vrouw van de sídhe in de Ierse mythologie. Ze is de zus van Fand en mogelijk een godin van de zee.
In Serglige Con Culainn treedt ze op als onderhandelaar. Zij en Láeg, de wagenmenner van Cú Chulainn, werken samen om te zorgen dat Cú Chulainn geneest van zijn gekte nadat hij en Fand uit elkaar gegaan zijn.
In de Christelijke traditie, verandert Lí Ban in een zeemeermin nadat het land waarop zij woont overstroomt. Dit wordt het huidige Lough Neagh in Noord-Ierland. 300 jaar lang leefde ze onder water tot ze in de tijd van sint Comgall uit het water gehaald wordt.
Haar naam is mogelijk afgeleid van het Proto-Keltische *leiābánniā 'waterdruppel' of van *leiābénnā 'vrouw van water’.
Abnoba · 
Ancamna ·
Andarta ·
Andraste ·
Anu ·
Artio · 
Arduinna · 
Arvernorix · 
Aufaniae · 
Ategnissa · 
Aveta · 
Badb ·
Banba ·
Belenos ·
Belisama · 
Bormo · 
Branwen ·
Breg ·
Bres ·
Breogán ·
Brigantia · 
Bussurigios · 
Cailleach ·
Camulos ·
Caturix · 
Cernunnos ·
Cicollos · 
Cissonius · 
Cú Chulainn ·
Dagda ·
Danu ·
Domnu ·
Epona ·
Ériu ·
Esus ·
Fand ·
Fódla ·
Gontia · 
Grannus · 
Gwendolyn ·
Herecura · 
Icovellauna · 
Intarabis · 
Inciona ·
Iouga ·
Lí Ban ·
Litavis · 
Llŷr ·
Loucetius · 
Lugh ·
Lugos · 
Luxovius ·
Macha ·
Marrigu ·
Matres ·
Mogons · 
Mogontia · 
Morrigan ·
Nemain ·
Nemetona · 
Ogma ·
Ogmios · 
Poeninus · 
Ritona · 
Rhenus · 
Rosmerta · 
Seela ·
Sequana ·
Sídhe ·
Suleviae ·
Taranis · 
Toutiorix · 
Teutanus · 
Teutates ·
Tuatha Dé Danann ·
Vassocaletis · 
Vellaunus ·
Vosegus · 
Xulsigiae